# Cyclamen hederifolium
Cyclamen hederifolium Aiton., 1789 è una pianta erbacea della famiglia Primulaceae.

## Descrizione
È una specie rustica dotata di foglie di colore verde scuro variegato in verde chiaro o argento sulla pagina superiore e di colore rosso sulla pagina inferiore. 

Le piante sono alte 15 – 20 cm; i fiori rosa pallido, grandi 2 – 3 cm, compaiono a fine agosto o settembre, le foglie spuntano successivamente e persistono fino a primavera. Ne esiste una varietà a fiori bianchi.
Caratteristica dei fiori di questa specie è la presenza di piccole e marcate orecchiette alla base di ciascun lato dei petali.

## Distribuzione e habitat
L'areale di questa specie si estende dall'Europa meridionale all'Anatolia.

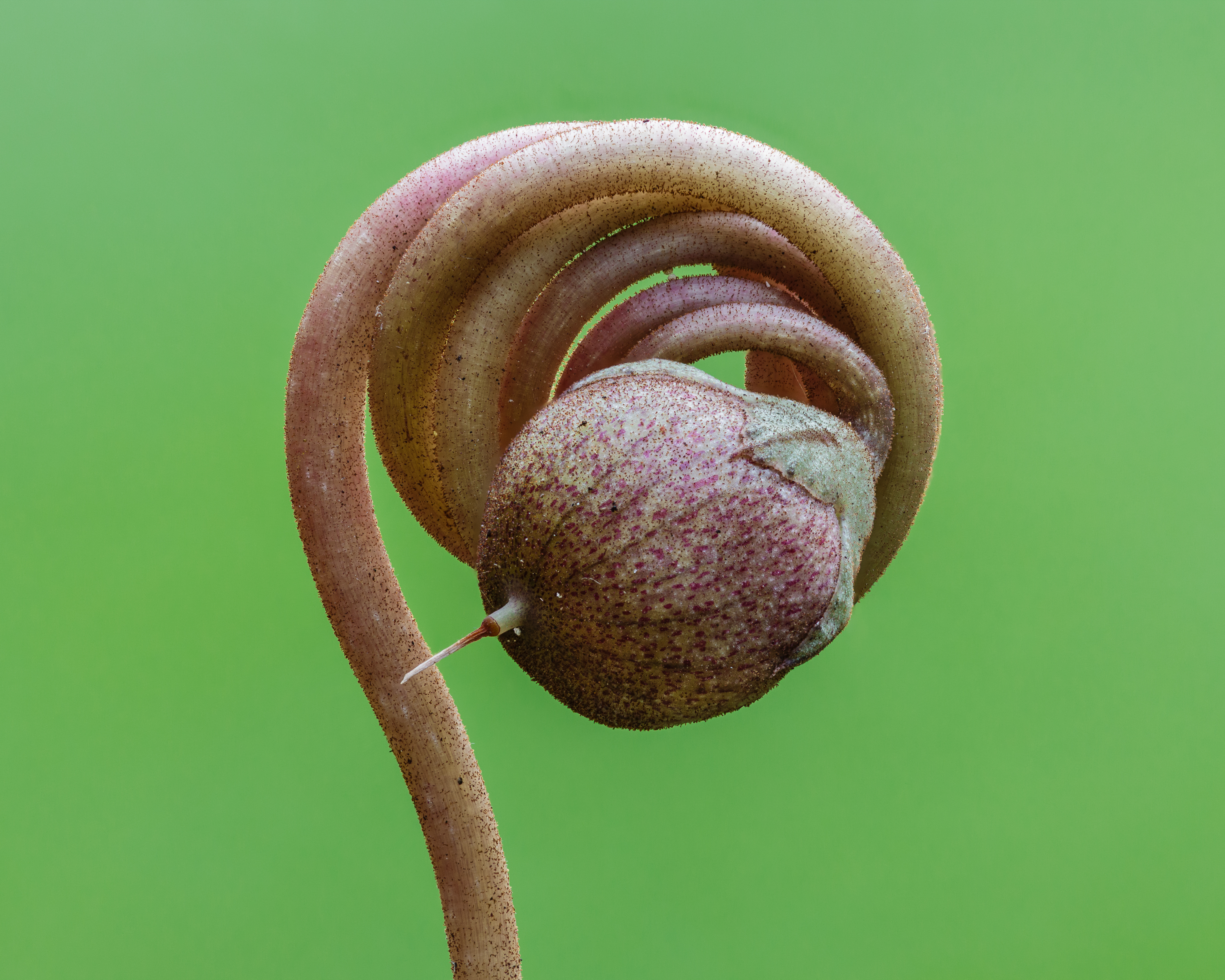
capsula del seme sulla spirale di un Cyclamen Hederifolium.

## Curiosità
I ciclamini condividono lo stesso habitat e le stesse condizioni climatiche dei ricercati funghi porcini; quando sono nella fase di fioritura, con una certa probabilità è possibile rinvenire anche questi ultimi